# Mount Endeavour
Mount Endevour ist ein 1810 m hoher Berg im ostantarktischen Viktorialand. Er ragt 1,5 km nördlich der Basis des Gebirgskamms Ketchum Ridge im südlichen Teil des Endeavour-Massivs in der Kirkwood Range der Prince Albert Mountains auf.
Die neuseeländische Gruppe der Commonwealth Trans-Antarctic Expedition (1955–1958) benannte im Oktober 1957 das heute als Endeavour-Massiv bekannte Objekt als Mount Endeavour. Nach Vermessungen des United States Geological Survey im Jahr 1999 und Beratungen zwischen dem Advisory Committee on Antarctic Names und dem New Zealand Geographic Board setzte sich eine getrennte Benennung des Massivs und des Berges nahe der Ketchum Ridge durch. Sowohl der Berg als auch das Massiv sind nach der HMNZS Endeavour (vormals RRS John Biscoe), dem Versorgungsschiff der neuseeländischen Gruppe bei der Commonwealth Trans-Antarctic Expedition.